# Swing
För andra betydelser, se Swing (olika betydelser).

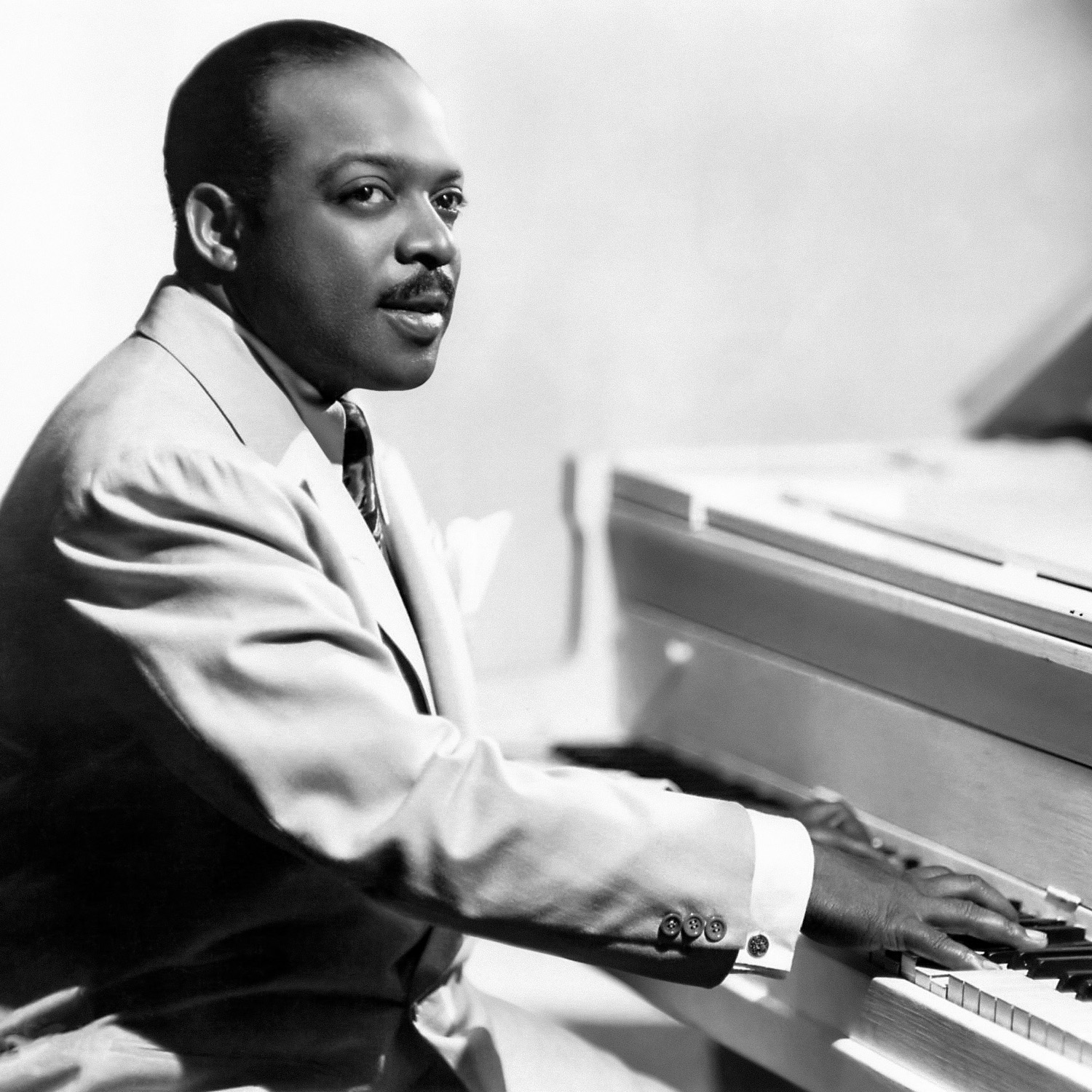
Count Basie 1955

Swing är en typ av jazz som utvecklades under 1930- och 40-talen. Swing är dansvänlig tack vare det jämna rytmiska pulserandet. "Swing" eller "swingdans" används även som övergripande namn på de danser man dansar till den, och till besläktad musik.
Framträdande musiker inom swingjazzen var klarinettisterna och storbandsledarna Benny Goodman och Artie Shaw, pianisten och storbandsledaren Count Basie samt pianisten Duke Ellington. Nämnas kan även storbandsledarna Glenn Miller och Tommy Dorsey, gitarristen Charlie Christian samt saxofonisten Illinois Jacquet. Den senare anses också vara en övergångsfigur och pionjär till bebopjazzen. Några framstående sångare inom genren som kan nämnas är Ella Fitzgerald, Billie Holiday, Louis Armstrong (spelade även trombon), Fats Waller (orkesterledare och sångare), Sarah Vaughan, Anita O'Day och Peggy Lee.
Musiken och kulturen runt den motarbetades bland annat av Nazityskland, och 1935 utfärdades „das endgültige Verbot des Niggerjazz für den ganzen deutschen Rundfunk“ (det slutgiltiga förbudet för neger-jazz i hela den tyska radion). Förbudet fattades av Reichskulturkammer och omfattade även offentliga dansrestauranger.

## Dans
- Swingdans
- Lindy hop
- Boogie Woogie
- Bugg
- Charleston
- Bump(dans)
- hustle
- Watergate(dans)

### Fotnoter
1. ↑  ”Minor Planet Center 3156 Ellington” (på engelska). Minor Planet Center. https://www.minorplanetcenter.net/db_search/show_object?object_id=3156. Läst 14 november 2023.
2. ↑  ”Brief History of Bebop”. http://www.jazzquotations.com/2010/05/brief-history-of-bebop.html. Läst 14 november 2023.
3. ↑  Conny Svensson (12 oktober 2014). ”Swing Jugend – jazzungdom mot nazismen”. Svenska dagbladet. http://www.svd.se/swing-jugend--jazzungdom-mot-nazismen. Läst 19 oktober 2016.
4. ↑  Heribert Schröder: Zur Kontinuität nationalsozialistischer Maßnahmen gegen Jazz und Swing in der Weimarer Republik und im Dritten Reich. Bad Honnef 1988, S. 179.